# Alpaida narino
Alpaida narino là một loài nhện trong họ Araneidae.
Loài này thuộc chi Alpaida. Alpaida narino được Herbert Walter Levi miêu tả năm 1988.